# Deutsche Zentrumspartei
Deutsche Zentrumspartei nebo krátce Zentrum (česky Německá strana centrum či jen Centrum) je německá katolická klerikální strana. Ideologicky navazuje na stranu existující v letech 1870–1933, za Německého císařství a Výmarské republiky, kdy bylo Centrum nejvýznamnější katolickou stranou v zemi a účastnilo se většiny koaličních vlád.

## Historie

Vlajka Centra

### Vznik
První náznaky politického katolicismu se dají vysledovat v oblasti Německa až k Napoleonským válkám, kdy se převážně katolické oblasti Porýní a Vestfálska dostaly pod nadvládu protestantského Pruska. V revolučním roce 1848 vznikl při Frankfurtském sněmu tzv. Katolický klub, volný spolek chránící svobody církve. K upevnění svazku katolických představitelů došlo v roce 1852 v reakci na dekret namířený proti Jezuitům a v roce 1858 již tvořili samostatný poslanecký klub v rámci pruského parlamentu. Došlo k přejmenování z Katolického klubu na Frakci středu (neboli Frakci centra). Název, který si strana již ponechala, vznikl podle zasedacího pořádku v pruském parlamentu. Katoličtí představitelé seděli uprostřed (v centru), zatímco konzervativci vpravo a liberálové vlevo. Skupina se kvůli nejednoznačné pozici církve v konstitučních a vojenských otázkách brzo rozpadla a v roce 1867 již nebyla součástí parlamentu. Sílící antikatolický sentiment v Prusku a tendence k uzavření všech klášterů daly nový impulz k reorganizaci katolických představitelů. V červnu 1870 vyzval Peter Reichensberger ke sjednocení všech katolických představitelů. V říjnu stejného roku proběhlo ve městě Soest setkání, kde byl nadefinován nový volební program. V prosinci 1870 byla obnovena parlamentní skupina pod názvem Ústavní strana.

### Německá říše a Kulturkampf

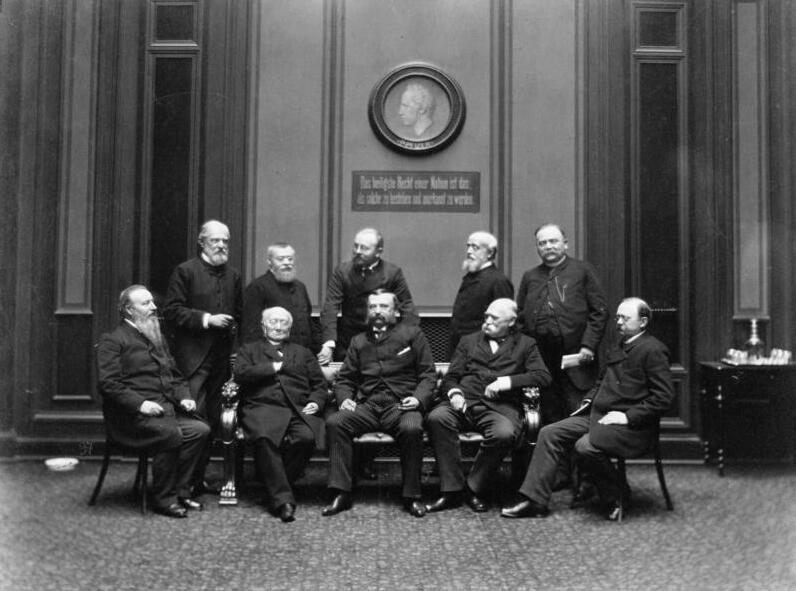
Členové Říšského sněmu za Centrum (První řada sedící zleva doprava: Paul Letocha, Dr. Ludwig Windthorst, hrabě Johann Anton von Chamaré, Anton von Dejanicz-Gliszczynski, Albert Horn; druhá řada stojící zleva doprava: hrabě Friedrich von Praschma, Philipp Schmieder (nebyl členem strany Centrum), Dr. Felix Porsch, Dr. svob. pán Clemens Heereman von Zuydwyck, Julius Szmula)

V březnu 1871 se již jako strana Centrum účastnila voleb do Říšského sněmu a se ziskem 58 křesel se stala druhou nejsilnější hned za národními liberály. Hned měla před sebou obrovskou výzvu v podobě kancléře Bismarcka, který v roce 1871 vyhlásil tzv. Kulturkampf (česky kulturní boj) proti katolické církvi. Jeho cílem bylo omezit vliv církve v nově sjednoceném Německu na minimum. Bylo zakázáno používat kazatelny pro politické účely, Jezuitský řád byl rozpuštěn, kláštery byly zrušeny a byl zaveden povinný civilní sňatek. Veškerá státní podpora církvi byla zastavena a protestující biskupové skončili ve vězení. Katoličtí představitelé v čele s Ludwigem Windthorstem postupu proti církvi bránili energicky a jednotně. Odměnou byla sílící podpora od katolického obyvatelstva. K uklidněné situace došlo až roku 1887, kdy Bismarck od svého tažení proti církvi upustil. 
V roce 1890 došlo k Bismarckově odvolání a taktéž ke změně politiky Centra. Z opoziční strany se stala stranou provládní, která se podílela na domácí, zahraniční i koloniální politice. Po ukončení Kulturkampfu ztratila strana sjednocovací pouto a v 90. letech 19 st. vzniklo několik křídel. Vedle agrární části existovalo ještě populistické, buržoazní a stále sílící levicové dělnické křídlo. Strana byl monarchistická, ale její populistické a dělnické křídlo se netajilo demokratickými tendencemi.

### První světová válka a pád monarchie
Strana podpořila vstup Německa do první světové války, omezila kritiku a loajálně spolupracovala s vládou kancléře Bethmann-Hollwega. S postupem války se ale stále více ozývalo levicové křídlo kolem Matthiase Erzbergera, které nabádalo k mírovým jednáním. K zásadnímu obratu došlo po odvolání Bethmann-Hollwega v červenci 1917. Sociální demokraté, Centrum a levicová část Progresivní strany se spojili a ve sněmu prosadili tzv. Mírovou rezoluci (německy: Friedensresolution), která obhajovala mírová jednání vedoucí k ukončení války. Člen strany Georg von Hertling byl dokonce zvolen kancléřem a úřad vykonával mezi listopadem 1917 a zářím 1918. V poslední říšské vládě kancléře Maxmiliána Bádenského mělo Centrum několik ministrů.
V listopadu 1918 se v Německu zhroutila monarchie, byla vyhlášena republika a moc převzali sociální demokraté. Strana oficiálně odmítla revoluci a vznik republiky, uvnitř ale byla, co se týče postoje k republice, výrazně rozštěpená. Její představitelé krátce po revoluci navázali kontakt s sociálně demokratickou vládou a souhlasili s brzkým konáním demokratických voleb. Centrum se i tak s novou vládou dostalo brzo do sporu, když ministr kultury Adolf Hofmann začal prosazovat úplnou odluku církve od státu a odstranění náboženství ze školních osnov. Celá iniciativa paradoxně stranu s katolickým obyvatelstvem sjednotila a posílila. Citelné oslabení přišlo z jiného směru. Mírně prorepublikové směřování strany nesdílelo bavorské křídlo, které bylo vždy více konzervativní a monarchistické. Když se k tomu přidala podpora Centra k centralistickým tendencím na úkor kompetencí jednotlivých spolkových zemí, Bavoři se od Centra odštěpili a vytvořili novou Bavorskou lidovou stranu.

### Období Výmarské republiky
Nevyhraněný názor na otázku republikového zřízení nakonec udělal ze strany jeden z pilířů Výmarské republiky. V prvních demokratických volbách v lednu 1919 se ziskem 19,7 % se stalo Centrum druhou nejsilnější stranou ve sněmu po SPD. Společně se sociálními demokraty  a levicovými liberály (DDP) vytvořili tzv. Výmarskou koalici, která úspěšně provedla Německo přes revoluční roky 1919 a 1920 (za zmínku stojí: povstání spartakovců, levicové revoluce v Brémách a Bavorsku či pravicový Kappův puč). V následných předčasných volbách ale Výmarská koalice ztratila nadpoloviční většinu a musela zahrnout do vlády i národní liberály (DVP). Sociální demokraté se s DVP nebyli schopni dohodnout na hospodářských otázkách, a tak odešli do opozice a menšinovou vládu Centra DDP a DVP pouze tolerovali. Pro Centrum začalo období, kdy se stalo nejsilnější vládní stranou a pravidelně obsazovalo post kancléře (z 20 vlád mělo Centrum 10 post kancléře). Vládní stranou bylo nepřetržitě od roku 1919 do roku 1932.

## Po roce 1945
Po druhé světové válce a obnovení plurality již strana nedosáhla svého předešlého významu. Do spolkového sněmu se dostala naposled v roce 1953, od roku 1957 v něm nefiguruje a je zcela marginální stranou, která se uplatňuje jen lokálně v komunální politice.

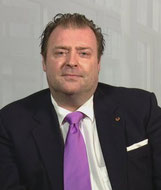
Christian Otte, současný předseda strany

### Předsedové strany
- Wilhelm Hamacher (1945–1946)
- Johannes Brockmann (1946–1948)
- Carl Spiecker (1948–1949)
- Fritz Stricker (1949)
- Helene Wessel (1950–1953)
- Johannes Brockmann (1953–1969)
- Gerhard Ribbeheger (1969–1974)
- Gerhard Woitzik (1974–1986)
- Adelgunde Mertensacker (1986–1987)
- Gerhard Ribbeheger (1987–1996)
- Gerhard Woitzik (1996–2021)
- Klaus Brall (2021–2022)
- Christian Otte (2022–)

## Říšští kancléři za stranu Centrum
- Konstantin Fehrenbach (1920–1921)
- Joseph Wirth (1921–1922)
- Wilhelm Marx (1923–1925, 1926–1928)
- Heinrich Brüning (1930–1932)
- Franz von Papen (1932, krátce po svém jmenování ze strany vystoupil)

## Volební výsledky a zastoupení v zákonodárných sborech

### Německé císařství
Volební výsledky strany do Říšského sněmu.
| Rok  | %      | Mandáty |
| ---- | ------ | ------- |
| 1871 | 18,6 % | 63      |
| 1874 | 27,9 % | 91      |
| 1877 | 24,8 % | 93      |
| 1878 | 23,1 % | 94      |
| 1881 | 23,2 % | 100     |
| 1884 | 22,6 % | 99      |
| 1887 | 20,1 % | 98      |
| 1890 | 18,6 % | 106     |
| 1893 | 19,1 % | 96      |
| 1898 | 18,8 % | 102     |
| 1903 | 19,8 % | 100     |
| 1907 | 19,4 % | 105     |
| 1912 | 16,4 % | 91      |

### Výmarská republika
Volební výsledky strany do Říšského sněmu.
| Rok         | %      | Mandáty |
| ----------- | ------ | ------- |
| 1919        | 19,7 % | 91      |
| 1920        | 13,6 % | 64      |
| 1924 (V.)   | 13,4 % | 65      |
| 1924 (XII.) | 13,6 % | 69      |
| 1928        | 12,1 % | 61      |
| 1930        | 11,8 % | 68      |
| 1932 (VII.) | 12,4 % | 75      |
| 1932 (XI.)  | 11,9 % | 70      |
| 1933 (III.) | 11,3 % | 73      |

### Spolková republika Německo
Volební výsledky strany do Spolkového sněmu.
V letech 1961, 1965, v letech 1972-1983 a v roce 1990 strana nekandidovala.
| Rok   | Počet hlasů | %     | Mandáty |
| ----- | ----------- | ----- | ------- |
| 1949  | 727 505     | 3,1 % | 10      |
| 1953  | 217 078     | 0,8 % | 3       |
| 1957* | 254 322     | 0,9 % | 0       |
| 1969  | 15 933      | 0,0 % | 0       |
| 1987  | 19 035      | 0,1 % | 0       |
| 1994  | 3 757       | 0,0 % | 0       |
| 1998  | 2 076       | 0,0 % | 0       |
| 2002  | 3 127       | 0,0 % | 0       |
| 2005  | 4 010       | 0,0 % | 0       |
| 2009  | 6 087       | 0,0 % | 0       |

*) Počet hlasů je uveden za Federalistickou unii (FU), z ní v Severním Porýní-Vestfálsku 72 563 (0,2 %) a v Dolním Sasku 13 549 (0,0 %)

### Evropský parlament
Volební výsledky strany do Evropského parlamentu.
V letech 1994 a 2009 strana nekandidovala.
| Rok  | Počet hlasů | %     | Mandáty |
| ---- | ----------- | ----- | ------- |
| 1979 | 31 367      | 0,1 % | 0       |
| 1984 | 93 921      | 0,4 % | 0       |
| 1989 | 41 190      | 0,1 % | 0       |
| 1999 | 7 080       | 0,0 % | 0       |
| 2004 | 26 803      | 0,1 % | 0       |